# Yann Cantin
Pour les articles homonymes, voir Cantin (homonymie).
Yann Cantin est un historien français, né le 21 septembre 1978. Il est maître de conférences à l'université Paris 8.

## Biographie
Après le baccalauréat obtenu en 1999, il poursuit des études d'histoire à l'université Paris 7-Denis Diderot, où il obtient sa maîtrise d'histoire en 2004 sous la direction de Gabrielle Houbre, puis un master 2 en 2009, sous la direction de André Gueslin. En 2014, il soutient une thèse de doctorat d'histoire à l'Ehess, sous la direction de Gérard Jorland, portant sur la communauté sourde de la Belle Époque, qui a fait l'objet d'un reportage consacré aux chercheurs sourds.
Après un postdoctorat à l'École Normale Supérieure, à l'Institut Jean Nicod, puis un ATER à l'université de Rouen, en 2016, il est maître de conférences à l'université Paris 8, et est membre du laboratoire Structures Formelles du Langage (UMR 7023).
En 2019, il est le commissaire de l'exposition Histoire Silencieuse des Sourds, organisée au Panthéon du 18 juin au 6 octobre.
Dans un autre registre, il est deux fois invité[pourquoi ?] au festival international de science-fiction, les Utopiales, en 2017 et en 2019,.

## Thèmes de recherches
Ses travaux portent principalement sur l'histoire de la communauté sourde en France, et des origines de la langue des signes française. Ils commencent à être utilisés dans le programme officiel de l'Éducation nationale, dans le cadre de l'enseignement de la LSF.
Il travaille également sur l'histoire de la représentation des sourds dans les médias.
Il est également l'auteur du carnet de recherches hypotheses.org : La noétomalalie historique  (ISSN 2261-8791) qui présente ses recherches en cours.

## Publications

### Ouvrages
- La communauté sourde de la Belle Époque, préface de Florence Encrevé, Paris, Archives et Culture, 2018[12].  (ISBN 978-2350773353).
- Avec Angélique Cantin, Dictionnaire biographique des grands sourds en France, 1450-1920, préface de Bernard Truffaut, Paris, Archives et Culture, 2017[13].  (ISBN 978-2350773070)

### Chapitres d'ouvrages
- "De la réflexivité sourde.", Réflexivité(s), Livre liquide issu de l'expérience des Espaces réflexifs, ESBC, 2019[14]
- Avec Florence Encrevé, et Marie-Thérèse L'huillier, "The social and political recognition of French Sign Language (LSF)in France : 1970-2018", in De Meulder M., Murray J., et McKee R., The legal recognition of sign language : advocacy and outcomes around the world, Multilingual Matters, 2019.  (ISBN 978-1788923996)

### Articles

#### Avec comité de lecture
- « Une histoire de la littérature sourde : les poètes », Revue GPS (Gazette Poétique et Social), juillet 2020[15].
- « Les archives de la communauté sourde à Paris, quelles possibilités d'un regard élargi ? », Cahiers d'histoire, Comité historique du Centre-Est, 2019[16].
- « Pierre Desloges : le regard sourd du XVIIIe siècle. Autour des Observations d'un sourd et muet (1778), » Dix-huitième siècle, La découverte, 2018[17].
- « Réflexions sur le supposé "vide lexical" entre la langue des signes et le français et sur la recherche de tactiques palliatives fondées sur le lexique en interprétation. » Double Sens, AFILS, 2016[18].
- « Des origines du noétomalalien français, perspectives historiques » Langue des Signes, Langues minoritaires et sociétés, Glottopol no 27, janvier 2016[19].
- « La vision des « vaincus » : écrire l’histoire des sourds hier et aujourd’hui »  Surdités, langues, cultures, identités : recherches et pratiques no 64, janvier 2014[20].

### Bandes dessinées - co-scénariste
- Les Témoins Silencieux : La fille de Jean, Editions Monica Companys, 2015[21].  (ISBN 2-912998-61-1)
- Les Témoins Silencieux : Jean le Sourd, Editions Monica Companys, 2012[22].  (ISBN 2-912998-70-0)

### Interventions dans les médias
- "Interview avec Yann Cantin", Vox Pop, Arte, septembre 2019[23]
- "Ouvrir la voie à l'Histoire des sourds", France Culture, La Grande Table, 09/08/2019[24]
- Interview de Yann Cantin dans Vivre Fm, 28 janvier 2019[25]
- "Les flâneries d'Alexis", L'Œil et la Main, France 5, 13 novembre 2017[26]
- "L'âge d'or. Un siècle d'ascension pour la langue des signes", L'Œil et la Main, France 5, 12 décembre 2016[27]
- "Chasse au nègre de Felix Martin", Enquête d'art, France 5, 13 mars 2016[28]
- "A la recherche des chercheurs sourds", L'Œil et la Main, France 5, 30 mars 2015[29]
- "La Cité silencieuse", L'Œil et la Main, France 5, 25 avril 2011[30]
- "An Englishman in Paris, un frère ennemi ?", L'Œil et la Main, 28 mars 2011[31]
- "Histoire des Sourds et Éducation des Sourds-Muets", L'Œil et la Main, France 5, 16 septembre 2006[32]